# Mongiardino Ligure
Mongiardino Ligure (Mongiardin in piemontese e in ligure) è un comune italiano sparso di 151 abitanti della provincia di Alessandria, in Piemonte, situato nell'alta Val Sisola, tributaria della val Borbera. La sede comunale è nella frazione di Lago Patrono. È l'unico comune della val Borbera sotto l'arcidiocesi di Genova, esclusa la frazione di Casalbusone sotto la diocesi di Tortona.

## Storia
In località Vergagni sorgeva un castello (prima metà del secolo XIV), della famiglia genovese degli Spinola. Del castello resta un tratto di muro della lunghezza di circa 50 metri, presso il quale passava un'antica mulattiera di accesso. Sono presenti tracce di bastioni e una cisterna per la raccolta dell'acqua piovana, con muri intonacati e soffitto a botte.
Fece parte del complesso sistema politico dei feudi imperiali e dalla fine del XVII secolo alcune quote del feudo passarono ai Fieschi delle due linee di Crocefieschi e di Savignone, ricevute per eredità da Tomasina Spinola. Infatti i figli Innocenzo e Gerolamo Fieschi decidono di dividersi, in accordo con la madre Tomassina Spinola, l'eredità paterna nel 1687 tra cui la quota su Mongiardino, feudo passato in eredità dal nonno Innocenzo Fieschi al loro zio Antonio Maria (-1720) con Cantalupo e Busalla, Vergagni per la quota c.d. de “Il lago”. 
Con atto del 16 aprile 1687, rogato nel palazzo di Savignone dal notaio Pier Giuseppe Tagliavacca si ripartisce così il patrimonio familiare in tre porzioni, creando i due marchesati di Savignone, tenuto da Gerolamo e di Croce, tenuto da Innocenzo e la quota di Mongiardino, data in usufrutto alla madre con Vobbia e Noceto. Nel 1735, a causa di intricate proprietà nella zona, Ettore (-1746) permuta i suoi possessi di Mongiardino con le proprietà del marchese Giovan Battista Rivarola. 
Alla morte del marito Ettore (III), Maria Apollonia Spinola diviene reggente del feudo per conto del figlio minore Agostino Innocenzo che poi regnerà fino al 1797.
Nel 1863 il comune di Mongiardino assunse la nuova denominazione di "Mongiardino Ligure".
Nel 1956 perse le frazioni di Dova Superiore, Dova Inferiore e Guazzolo nella val Gordenella, annesse al comune di Cabella Ligure. 

### Simboli
Lo stemma e il gonfalone sono stati concessi con DPR del 4 ottobre 2022.
Il castello merlato con due torri rappresenta il feudo imperiale ed è sormontato dal capo di Genova.
Lo scaccato è ripreso dallo stemma della famiglia Spinola che era costituito da uno scudo d'oro, alla fascia scaccata di tre file d'argento e di rosso, sostenente una spina di botte di rosso, posta in palo.
Il gonfalone municipale è un drappo di bianco.

## Monumenti e luoghi d'interesse

### Architetture religiose
- Chiesa di San Ruffino, risalente al 1248 e successivamente ricostruita nel XIX secolo.

## Società

### Evoluzione demografica
Abitanti censiti

## Cultura

### Prodotti tipici
A Mongiardino Ligure si produce quello che è considerato il formaggio più raro del mondo, il Montebore.

## Geografia antropica
Il comune è interamente compreso in val Borbera (nelle valli Sisola e Gordenella), mentre la frazione di Salata Mongiardino si trova in val Vobbia.
Ecco le frazioni divise per valli:
- val Sisola: Borneto, Cabanin, Camincasca, Camere Nuove, Casa di Ragione, Castellaro, Castello, Casa Rossa, Cavanna, Costa Salata, Fubbiano, Ghiare, Lago Cerreto, Lago Patrono (sede comunale), Maggiolo, Mandirola, Montemanno, Piansuola, Prato, Rovello inferiore, Rovello superiore, San Bartolomeo, San Lazzaro, San Lorenzo, Torre di Mandirola, Vergagni.
- val Gordenella: Canarie, Casalbusone, Cerendero, Correio, Gordena, Gorreto, Peio, Pian dei Berci
- val Vobbia: Salata Mongiardino

## Amministrazione
Di seguito è presentata una tabella relativa alle amministrazioni che si sono succedute in questo comune.
| Periodo        | Periodo        | Primo cittadino  | Partito                                    | Carica  | Note  |
| -------------- | -------------- | ---------------- | ------------------------------------------ | ------- | ----- |
| 26 giugno 1985 | 26 maggio 1990 | Stefano Gogna    | Partito Socialista Democratico Italiano    | Sindaco | [ 9 ] |
| 26 maggio 1990 | 24 aprile 1995 | Stefano Gogna    | Partito Socialista Democratico Italiano    | Sindaco | [ 9 ] |
| 24 aprile 1995 | 14 giugno 1999 | Stefano Gogna    | centro-sinistra                            | Sindaco | [ 9 ] |
| 14 giugno 1999 | 14 giugno 2004 | Stefano Gogna    | lista civica                               | Sindaco | [ 9 ] |
| 14 giugno 2004 | 8 giugno 2009  | Renato Freggiaro | lista civica                               | Sindaco | [ 9 ] |
| 8 giugno 2009  | 26 maggio 2014 | Stefano Gogna    | lista civica Campanile due spighe di grano | Sindaco | [ 9 ] |
| 26 maggio 2014 | 13 giugno 2019 | Renato Freggiaro | lista civica Tradizione e rinascita        | Sindaco | [ 9 ] |
| 13 giugno 2019 | 9 giugno 2024  | Alessia Morando  | lista civica Uniti per cambiare            | Sindaco | [ 9 ] |
| 9 giugno 2024  | in carica      | Alessia Morando  | lista civica Uniti per cambiare            | Sindaco | [ 9 ] |